# Colloquium Vervoersplanologisch Speurwerk
Het Colloquium Vervoersplanologisch Speurwerk, afgekort CVS, is een tweedaags congres op het gebied van verkeers- en vervoersplanologie dat wordt georganiseerd door een Nederlandse gelijknamige stichting en dat jaarlijks plaatsvindt, meestal in november.
Het congres heeft tot doel om nieuwe inzichten en ideeën met betrekking tot vervoersplanning en de raakvlakken hiervan met ruimtelijke planning te kunnen presenteren. Het eerste congres werd georganiseerd in 1974. Het is alleen toegankelijk voor deelnemers die een paper schrijven.